# Guillermo Díaz (diễn viên)
Guillermo Díaz (sinh ngày 22 tháng 3 năm 1975) là một nam diễn viên người Mỹ.

## Danh sách phim

### Điện ảnh
| Năm  | Tên                             | Vai                        | Ghi chú |
| ---- | ------------------------------- | -------------------------- | ------- |
| 1994 | Fresh                           | Spike                      |         |
| 1995 | Party Girl                      | Leo                        |         |
| 1995 | Stonewall                       | La Miranda                 |         |
| 1996 | Freeway                         | Flacco                     |         |
| 1996 | Girls Town                      | Dylan                      |         |
| 1996 | High School High                | Paco Rodriguez             |         |
| 1996 | I'm Not Rappaport               | J.C.                       |         |
| 1997 | Gold Coast                      | Barry                      |         |
| 1997 | I Think I Do                    | Eric                       |         |
| 1997 | Nowhere                         |                            |         |
| 1998 | The Effects of Magic            | Winston                    |         |
| 1998 | Half Baked                      | Scarface                   |         |
| 1998 | Just One Time                   | Victor                     |         |
| 1999 | 200 Cigarettes                  | Dave                       |         |
| 1999 | In Too Deep                     | Miguel Batista             |         |
| 1999 | Just One Time                   | Victor                     |         |
| 1999 | Pop Tarts                       | Adrian                     |         |
| 2001 | Chelsea Walls                   |                            |         |
| 2002 | Fidel                           | Universo Sánchez           |         |
| 2002 | A Log Story                     | Niko Gorgina               |         |
| 2002 | Sexy                            |                            |         |
| 2002 | West of Here                    | Thomas                     |         |
| 2003 | A Mi Amor Mi Dulce              | Chocolate de la Oca Montez |         |
| 2003 | DoUlike2watch.com               |                            |         |
| 2003 | Undefeated                      | Mommy                      |         |
| 2003 | Undermind                       | Ray                        |         |
| 2003 | Wasabi Tuna                     | Romeo                      |         |
| 2004 | The Terminal                    | Bobby Alima                |         |
| 2004 | Tony n' Tina's Wedding          | Raphael                    |         |
| 2005 | My Suicidal Sweetheart          | Hector                     |         |
| 2005 | Dirty Love                      | Tom Houdini, Magician      |         |
| 2005 | Husk                            | Chris                      |         |
| 2005 | Sangre/Blood                    | Ricky                      |         |
| 2005 | Shooting Vegetarians            | Nei                        |         |
| 2006 | 13 Graves                       | Manny Rodriguez            |         |
| 2006 | Down the P.C.H.                 | Doc                        |         |
| 2006 | Harvest                         | Eugene Pitkin              |         |
| 2006 | Seeking Solace                  | Guy                        |         |
| 2006 | The Utopian                     | Carlos Alvarez             |         |
| 2006 | The Virgin of Juarez            | Felix                      |         |
| 2007 | No Destination                  | A.J.                       |         |
| 2008 | The Candy Shop                  | Halo                       |         |
| 2008 | Evilution                       | Killah-B                   |         |
| 2009 | Across the Hall                 | The Cook                   |         |
| 2009 | The Butcher                     | Owen Geiger                |         |
| 2009 | No Exit                         | Michael                    |         |
| 2010 | Cop Out                         | Poh Boy                    |         |
| 2010 | Exquisite Corpse                | Henry                      |         |
| 2010 | Peep World                      | Jesus                      |         |
| 2011 | Without Men                     | Campo Elias                |         |
| 2012 | 2nd Serve                       | Carlos                     |         |
| 2012 | She Who Laughs Last             | Clown                      |         |
| 2012 | Students Like Us                |                            |         |
| 2013 | Bilet na Vegas (Билет на Vegas) |                            |         |